# Contea di Baranya
Baranya è una contea dell'Ungheria meridionale al confine con la Croazia. Confina con le altre contee di Somogy, Tolna e Bács-Kiskun; suo capoluogo è Pécs.

## Struttura della provincia
Baranya è una contea con dati numerici molto particolari. Il capoluogo Pécs è una delle cinque città più grandi dell'Ungheria, ma più di 2/3 dei comuni sono paesi piccoli o molto piccoli con una popolazione sotto 500 abitanti. La metà della popolazione vive nel capoluogo o nelle immediate vicinanze, mentre il 22% della popolazione vive in villaggi che hanno meno di 1 000 abitanti.

### Città di rilevanza comitale
- Pécs (capoluogo)

### Città
(in ordine di abitanti secondo il censimento del 2001)
- Komló (27 462)
- Mohács (19 085)
- Szigetvár (11 492)
- Siklós (10 384)
- Szentlőrinc (7 265)
- Pécsvárad (4 104)
- Bóly (3 715)
- Sásd (3 570)
- Harkány (3 519)
- Sellye (3 248)
- Villány (2 793)

### Altri comuni
- Abaliget
- Adorjás
- Ág
- Almamellék
- Almáskeresztúr
- Alsómocsolád
- Alsószentmárton
- Apátvarasd
- Aranyosgadány
- Áta
- Babarc
- Babarcszőlős
- Bakóca
- Bakonya
- Baksa
- Bánfa
- Baranyahídvég
- Baranyajenő
- Baranyaszentgyörgy
- Basal
- Belvárdgyula
- Beremend
- Berkesd
- Besence
- Bezedek
- Bicsérd
- Bikal
- Birján
- Bisse
- Boda
- Bodolyabér
- Bogdása
- Bogád
- Bogádmindszent
- Boldogasszonyfa
- Borjád
- Bosta
- Botykapeterd
- Bükkösd
- Bár
- Bürüs
- Csányoszró
- Csarnóta
- Csebény
- Cserdi
- Cserkút
- Csertő
- Csonkamindszent
- Cún
- Dencsháza
- Dinnyeberki
- Diósviszló
- Drávacsehi
- Drávacsepely
- Drávafok
- Drávaiványi
- Drávakeresztúr
- Drávapalkonya
- Drávapiski
- Drávaszabolcs
- Drávaszerdahely
- Drávasztára
- Dunaszekcső
- Egerág
- Egyházasharaszti
- Egyházaskozár
- Ellend
- Endrőc
- Erdősmecske
- Erdősmárok
- Erzsébet
- Fazekasboda
- Feked
- Felsőegerszeg
- Felsőszentmárton
- Garé
- Gerde
- Geresdlak
- Gerényes
- Gilvánfa
- Gödre
- Görcsöny
- Görcsönydoboka
- Gordisa
- Gyód
- Gyöngyfa
- Gyöngyösmellék
- Hásságy
- Hegyhátmaróc
- Hegyszentmárton
- Helesfa
- Hetvehely
- Hidas
- Himesháza
- Hirics
- Hobol
- Homorúd
- Horváthertelend
- Hosszúhetény
- Husztót
- Ibafa
- Illocska
- Ipacsfa
- Ivánbattyán
- Ivándárda
- Kacsóta
- Kákics
- Kárász
- Kásád
- Kátoly
- Katádfa
- Kékesd
- Kémes
- Kemse
- Keresztespuszta
- Keszü
- Kétújfalu
- Királyegyháza
- Kisasszonyfa
- Kisbeszterce
- Kisbudmér
- Kisdobsza
- Kisdér
- Kishajmás
- Kisharsány
- Kisherend
- Kisjakabfalva
- Kiskassa
- Kislippó
- Kisnyárád
- Kisszentmárton
- Kistamási
- Kistapolca
- Kistótfalu
- Kisvaszar
- Köblény
- Kökény
- Kölked
- Kórós
- Kővágószőlős
- Kővágótöttös
- Kovácshida
- Kovácsszénája
- Kozármisleny
- Lánycsók
- Lapáncsa
- Liget
- Lippó
- Liptód
- Lothárd
- Lovászhetény
- Lúzsok
- Mágocs
- Magyarbóly
- Magyaregregy
- Magyarhertelend
- Magyarlukafa
- Magyarmecske
- Magyarsarlós
- Magyarszék
- Magyartelek
- Majs
- Mánfa
- Márfa
- Máriakéménd
- Markóc
- Márok
- Martonfa
- Maráza
- Marócsa
- Matty
- Máza
- Mecseknádasd
- Mecsekpölöske
- Mekényes
- Merenye
- Meződ
- Mindszentgodisa
- Molvány
- Monyoród
- Mozsgó
- Nagybudmér
- Nagycsány
- Nagydobsza
- Nagyhajmás
- Nagyharsány
- Nagykozár
- Nagynyárád
- Nagypall
- Nagypeterd
- Nagytótfalu
- Nagyváty
- Nemeske
- Nyugotszenterzsébet
- Óbánya
- Ócsárd
- Ófalu
- Okorvölgy
- Okorág
- Olasz
- Old
- Orfű
- Oroszló
- Ózdfalu
- Palkonya
- Palotabozsok
- Palé
- Páprád
- Patapoklosi
- Pécsbagota
- Pécsdevecser
- Pécsudvard
- Pellérd
- Pereked
- Peterd
- Pettend
- Piskó
- Pócsa
- Pogány
- Rádfalva
- Regenye
- Romonya
- Rózsafa
- Sámod
- Sárok
- Sátorhely
- Siklósbodony
- Siklósnagyfalu
- Somberek
- Somogyapáti
- Somogyhatvan
- Somogyhárságy
- Somogyviszló
- Sósvertike
- Sumony
- Szabadszentkirály
- Szágy
- Szajk
- Szalatnak
- Szalánta
- Szaporca
- Szárász
- Szászvár
- Szava
- Szebény
- Szederkény
- Székelyszabar
- Szellő
- Szemely
- Szentdénes
- Szentegát
- Szentkatalin
- Szentlászló
- Szilvás
- Szilágy
- Szőke
- Szőkéd
- Szörény
- Szulimán
- Szűr
- Tarrós
- Tékes
- Teklafalu
- Tengeri
- Tésenfa
- Téseny
- Tófű
- Tormás
- Tótszentgyörgy
- Töttös
- Túrony
- Udvar
- Újpetre
- Vajszló
- Várad
- Varga
- Vásárosbéc
- Vásárosdombó
- Vázsnok
- Vejti
- Vékény
- Velény
- Véménd
- Versend
- Villánykövesd
- Vokány
- Zádor
- Zaláta
- Zengővárkony
- Zók